# Мукачівська жупа
48°26′00″ пн. ш. 22°44′00″ сх. д. / 48.433333333333° пн. ш. 22.733333333333° сх. д.
Мукачівська жупа (чес.: Mukačevská župa) — одна із жуп, одиниць територіального управління в Підкарпатській Русі в рамках Першої Чехословацької Республіки. Утворено шляхом відокремлення від угорського Березького комітату. Існувала в 1919—1921 роках, мала площу 3 891 км², адміністративним центром було місто Мукачево.

## Історичний розвиток
Коли в першій половині 1919 року чехословацька армія окупувала більшу частину Підкарпатської Русі, 6 червня 1919 року була неофіційно оголошена військова диктатура під командуванням французького генерала на чехословацькій службі Едмона Геннока з метою консолідації сил під час відходу угорських комуністичних і румунських військ. Підкарпатська Русь поступово була розділена на чотири жупи, які були засновані на адміністративних одиницях, створених там Угорщиною. Одним із таких утворень була Ужська жупа (пізніше Ужгородська), яка була створена з частини оригінальної угорської Ужської жупи. Одним із таких утворень була Мукачівська жупа, який утворився в основному шляхом поділу північної частини оригінального угорського Березького комітату. Саме Мукачево було окуповане чехословацькою армією наприкінці квітня 1919 року, у травні того ж року тут почала діяти жупська канцелярія.
На чолі повіту стояв призначений урядом жупан, але призначався лише тимчасовий повітовий адміністратор. Повітовий центр знаходився в Мукачеві.
Мукачівський повіт існував до 14 жовтня 1921 року Станом на 15 жовтня 1921 року (Іван Поп стверджує 21 серпня 1921 року) жупи Підкарпатської Русі були реорганізовані, і територія скасованої Мукачівської жупи відійшла переважно до Березької жупи, а східні райони — до Мармароської жупи.

## Географія
Мукачівська жупа знаходилася в Середній Підкарпатській Русі, в околицях річок Латориця, Боржава і Ріка. На заході межувала з Ужгородською, на півдні — з Березькою, на південному сході — з Мармароською жупами. Північний кордон був також державним кордоном з Польщею.

## Адміністративний поділ
Мукачівський повіт поділявся на шість округ (Довге, Мукачеве, Росвегове, Сваляве, Нижні Веречки і Волове) та одне місто зі статусомокруги (Мукачево).